# Fidži na Letních olympijských hrách 2016
Fidži na Letní olympiádě 2016 v brazilském Rio de Janeiru startovalo mezi 5. až 21. srpnem 2016. Od první fidžijské účasti na LOH 1956 se zúčastnilo všech letních her vyjma dvou případů z let 1964 a 1980, kdy země následovala  bojkot Američanů.
Fidžijský olympijský výbor poslal do Brazílie nejpočetnější výpravu ve své dosavadní historii díky účasti v turnajích mužského fotbalu a sedmičkového ragby. Celkem výpravu tvořilo 54 olympioniků, z toho 37 mužů a 17 žen soutěžících v 10 sportech, za doprovodu 35 činovníků a trenérů. Vždy jediný Fidžan zasáhl do lukostřelby, boxu, juda, střelby a stolního tenisu. 
Na olympiádu se vrátili již dříve startující zpod pěti kruhů, včetně lukostřelce Roba Eldera, oštěpaře Leslieho Copelanda, plavkyně na 200 m volný způsob Matelity Buadromové, vzpěrače Manuela Tula (muži do 56 kg) a džudisty Josatekiho Nauleho (muži do 81 kg). 53letý trapista Glenn Kable, jenž nechyběl na žádných hrách od roku 2004, byl nejstarším a nejzkušenějším sportovcem výpravy. Naopak nejmladší členkou se stala 17letá stolní tenistka Sally Yee. Kapitán ragbistů Osea Kolinisau byl vybrán za vlajkonoše při zahajovacím ceremoniálu.
Historicky první olympijskou medaili i první zlatou pro Fidži zajistilo vítězství mužů v sedmičkovém ragby.

## Medailisté
| Medaile | Jméno | Sport            | Soutěž        |
| ------- | --- | ---------------- | ------------- |
| Zlato   | Jasa Veremalua Kitione Taliga Semi Kunatani Leone Nakarawa Osea Kolinisau Jerry Tuwai Samisoni Viriviri Apisai Domolailai Josua Tuisova Viliame Mata Vatemo Ravouvou Savenaca Rawaca Masivesi Dakuwaqa | Sedmičkové ragby | Družstvo mužů |